# 李生龙
李生龙（1964年8月—），男，汉族，重庆大足人，中华人民共和国政治人物。现任重庆市高级人民法院副院长，民革中央委员。第十四届全国政协委员。